# Doumè
Doumè è un arrondissement del Benin situato nella città di Savalou (dipartimento delle Colline) con 15 865 abitanti (dato 2006).